# NetReputation
NetReputation es una empresa de gestión de la reputación en línea y protección de la privacidad en Internet con sede en Sarasota, Florida.

## Operaciones
Algunos de sus programas incluyen sistemas de puntuación utilizados para identificar información personal y crear puntuaciones de reputación de las personas mediante un software que encuentra sitios web que contienen información personal de una persona sin saberlo e intenta eliminarlos de la lista. La empresa vigila las opiniones en línea y se pone en contacto con los clientes para pedirles comentarios positivos, pero también oculta los comentarios legítimos no deseados sobre la empresa. En concreto, la dirección de la empresa afirma que puede controlar la primera página de búsqueda de Google. Al parecer, puede tratarse del probable uso de la base de datos de Lumen. La empresa se limita a trabajar con implicados en delitos violentos o sexuales, pero no hay pruebas de ello.
La empresa es controvertida por sus esfuerzos por retirar información negativa que puede ser de interés público. Según Susan Crawford, especialista en ciberderecho de la Facultad de Derecho Cardozo, la mayoría de los sitios web retiran el contenido negativo cuando se ponen en contacto con ellos para evitar litigios. The Wall Street Journal señaló que, en algunos casos, escribir una carta a un detractor puede tener consecuencias no deseadas, aunque la empresa se esfuerza por evitar escribir a determinados operadores de sitios web que probablemente respondan negativamente. La empresa dice que respeta la Primera Enmienda y no intenta eliminar "discursos genuinamente noticiables". Por regla general, una empresa no puede eliminar noticias importantes relacionadas con el gobierno de publicaciones oficiales o actas judiciales.

## Historia
NetReputation fue fundada como Web Presence LLC por Adam Petrilli en 2014.
En 2015, Jon Ronson, autor de "So You've Been Publicly Shamed", dice que la empresa ha ayudado a algunas personas que se volvieron agorafóbicas debido a la humillación pública de la vergüenza en línea, pero que era un servicio caro que muchos no podían pagar.
En 2020, NetReputation adquirió la empresa InternetReputation, con sede en Denver-fundada en 2008, InternetReputation.com fue una de las empresas originales en el espacio de la reputación en línea, habiendo ofrecido soluciones personalizadas de gestión de reseñas.
En 2023, la empresa se ha "dirigido" a tres ciudadanos neozelandeses de los que sospechaba que podían ser la figura política acusada de agresión sexual a menores en un tribunal de Auckland, uno de los cuales supuso erróneamente que era el empresario Leo Molloy. NetReputation se dirigió erróneamente a Molloy, que el año pasado se presentó como candidato a la alcaldía de Auckland, para solicitarle negocios y "gestión de la reputación" para cuando la supresión del nombre en el caso pudiera caducar en el futuro. NetReputation se disculpó con Molloy tras ofrecer sus servicios cuando lo identificaron erróneamente junto con otras dos personas como posible figura política cuyo nombre había sido suprimido, acusada de agresión sexual a menores en el Tribunal del Distrito de Waitākere.
En 2023, NetReputation fue incluida en la lista "Inc. 5000 (2023)" de la revista Inc. por cuarto año consecutivo. Revista Inc., las "Inc. 5000 Regionales (2023)" se clasifican según el porcentaje de crecimiento de los ingresos al comparar 2019 y 2021. Para clasificarse, las empresas debían haber sido fundadas y generar ingresos antes del 31 de marzo de 2019. Debían tener sede en Estados Unidos, ser privadas, tener ánimo de lucro y ser independientes -no filiales ni divisiones de otras empresas- a 31 de diciembre de 2021.